# Pentagono (casa discografica)
La Pentagono è stata una piccola  casa discografica italiana, attiva come etichetta e anche come casa di produzione, soprattutto negli anni ottanta. Il logo era composto dalla stilizzazione di una forma pentagonale. Negli anni novanta, con la cessazione delle proprie attività, il marchio, ceduto assieme al catalogo, non risulta più utilizzato salvo che in caso di ristampe o compilation prodotte da terzi. 

## Storia della Pentagono

### Gli anni ottanta
L'etichetta venne fondata da alcuni produttori per depositare gli spartiti di alcune canzoni; al pari di tante altre piccole realtà, per un certo periodo la Pentagono ha operato anche come casa discografica in modo da occuparsi della registrazione e della prima promozione di nuovi artisti. 
Non ebbe mai stabilimenti propri per la registrazione, il missaggio o la stampa dei dischi. Per tali attività si dovette avvalere di società esterne, e si avvalse delle major per la distribuzione dei dischi e la loro promozione sul mercato nazionale. 
Con sede legale a Roma, in via Crescenzio 43, la sua attività si concentrò fra la seconda metà degli anni ottanta e l'inizio degli anni novanta. 
Durante questi anni, grazie a produttori e musicisti quali Giancarlo Lucariello e Maurizio Fabrizio, vengono lanciati nuovi artisti quali i New Glory, celebri per il singolo Sorrisi, utilizzato quale colonna sonora per le consegne dei cosiddetti "Telegatti" assegnati dal settimanale TV Sorrisi e Canzoni. 
Gli artisti prodotti sono stati anche nomi già noti e rilanciati quali Viola Valentino, i cui dischi erano poi incisi sotto logo della CBS, Riccardo Fogli, distribuito dalla CGD. 

### Gli anni novanta: l'etichetta e la cessazione dell'attività
All'inizio degli anni novanta, un nome di rilievo fu quello di Tosca; prodotta da Federico Bresciani, incideva però i dischi sotto etichetta RCA Italiana che, già acquisita dalla BMG Ariola, si avvaleva anch'essa oramai di studi esterni per tutta la lavorazione.
Nei primi anni novanta l'attività della Parking era divenuta quella di mera etichetta, per poi cessare definitivamente. Ad oggi, alcune canzoni, depositate sotto etichetta Pentagono, ne riportano la citazione all'interno di ristampe e compilation, anche su formato digitale.